# 국토환경성평가지도

## 개요
국토환경성평가지도(Environmental Conservation Value Assessment Map)는 국토를 친환경적·계획적으로 보전하고 이용하기 위하여 환경적 가치를 종합적으로 평가하여 환경적 중요도에 따라 5개 등급으로 구분하고 색채를 달리 표시하여 알기 쉽게 작성한 지도이다.
국토환경성평가지도는 환경정책기본법 제23조(환경친화적 계획기법 등의 작성·보급)와 환경정책기본법 시행령 제11조의2(환경성 평가지도의 작성)에 의거하여 추진되고 있다.
※『국토환경성평가지도 작성 및 운영지침』
2001년에 추진된 환경성 평가기준, 제작 지침 및 작업 규정 등에 대한 기초 연구를 기반으로 2005년에 전국 단위의 1:25,000 국토환경성평가지도 구축을 완료하였으며, 현재는 국토계획 수립, 개발사업 추진 단계에서 연계하여 활용하도록 1:5,000 축척으로 구축하고 있다.
국토환경성평가지도는 62개의 법제적 평가항목과 8개의 환경·생태적 평가항목에 의해 국토를 5개 등급으로 평가하여 나타낸 지도이며, 이에 따라 법제적 평가결과, 환경·생태적 평가결과, 국토환경성평가결과 등급을 각각 제공하고 있다.

## 국토환경성평가지도 제작 현황
1:5,000 국토환경성평가지도는 2013년부터 보령, 원주 등의 일부 지자체를 대상으로 시범 구축을 시작하여 2021년까지 전국 단위의 지도로 구축 완료하였다. 2022년부터는 전국 단위의 지도로 갱신 구축 중이며, 매년 말 국토환경성평가지도 시스템(ecvam.neins.go.kr)을 통해 공개되고 있다.
| 연도 | 1:5,000 구축 대상지 |
| 2013 | 보령시 |
| 2014 | 수원시, 원주시 |
| 2015 | 충청남도(천안시, 공주시, 당진시, 아산시, 서산시, 논산시, 부여군, 서천군, 청양군, 홍성군, 예산군, 태안군) |
| 2016 | 인천광역시(중구, 동구, 연수구, 남동구, 부평구, 계양구, 서구, 미추홀구), 광주광역시, 경기도(고양시, 시흥시, 성남시, 파주시, 양평시), 충청남도(금산군), 경상남도(창원시) |
| 2017 | 서울특별시, 부산광역시, 인천광역시(강화군, 옹진군), 세종특별자치시, 충청남도(계룡시), 전라북도(고창군), 전라남도(광양시) |
| 2018 | 대전광역시, 경기도(평택시, 남양주시, 용인시, 이천시, 안성시, 김포시, 화성시, 광주시), 충청북도(청주시, 음성군), 전라북도(군산시, 완주군), 경상북도(포항시, 구미시), 경상남도(진주시, 김해시, 양산시), 제주특별자치도 |
| 2019 | 경기도(의정부시, 안양시, 부천시, 광명시, 동두천시, 안산시, 과천시, 구리시, 오산시, 군포시, 의왕시, 하남시, 양주시, 포천시, 여주시, 연천군, 가평군), 강원특별자치도(춘천시, 강릉시, 동해시, 속초시, 삼척시, 홍천군, 횡성군, 철원군, 화천군, 양구군, 인제군, 고성군, 양양군), 충청북도(충주시, 진천군), 전라북도(전주시, 익산시), 전라남도(목포시, 여수시, 순천시, 나주시, 담양군, 영암군, 무안군, 영광군, 장성군, 완도군)       |
| 2020 | 대구광역시(달서구), 울산광역시(중구, 남구, 동구, 북구, 울주군), 강원특별자치도(태백시, 영월군, 평창군, 정선군), 충청북도(제천시, 보은군, 옥천군, 영동군, 괴산군, 단양군, 증평군), 전북특별자치도(정읍시, 남원시, 김제시, 임실군, 순창군, 부안군), 전라남도(곡성군, 구례군, 고흥군, 보성군, 화순군, 강진군, 해남군, 함평군, 진도군, 신안군), 경상북도(경주시, 경산시, 울릉군), 경상남도(통영시, 사천시, 거제시, 함안군, 고성군) |
| 2021 | 대구광역시(중구, 동구, 서구, 남구, 북구, 수성구, 달성군, 군위군), 전라북도(진안군, 무주군, 장수군), 경상북도(김천시, 영주시, 영천시, 문경시, 의성군, 청송군, 영양군, 영덕군, 고령군, 성주군, 칠곡군, 예천군, 봉화군, 울진군, 상주시, 안동시, 청도군), 경상남도(밀양시, 의령군, 창녕군, 남해군, 하동군, 산청군, 함양군, 거창군, 합천군)                                                                                         |

## 국토환경성평가지도 평가 방법
- 평가등급 기준

국토환경성평가지도 작성 및 운영지침 제10조에 따른 등급의 기준은 다음과 같다.
1등급 지역 : 법ㆍ제도에 의해 보호되고 있는 지역이거나 환경ㆍ생태적 측면에서 우수한 자연환경을 지닌 지역
2등급 지역 : 법제적 측면 또는 환경ㆍ생태적 측면에서 다소 우수한 자연환경을 지닌 지역
3등급 지역 : 주변의 우수하거나 다소 우수한 자연환경 지역의 주변지여으로 친환경적 계획 수립을 원칙으로 하는 지역
4등급 지역 : 기 개발지 주변 지역으로 환경용량을 고려한 환경친화적 개발 유도지역으로서, 개발수요 관리를 전제로 환경계획 수립 후 친환경적 개발 추진이 필요한 지역
5등급 지역 : 이미 개발된 지역으로서 체계적이고 종합적으로 환경을 충분히 배려하며 개발을 수용하여야 하는 지역
- 평가방법

국토환경성평가지도는 관련 부처에서 수집된 환경공간정보를 활용하여 62개 법제적 평가항목과 8개 환경·생태적 평가항목을 기반으로 구축하며, 총 70개 평가항목을 중첩하여 최소지표법을 통해 1등급에서 5등급까지 5개 등급으로 나눈다.
- 법제적 평가

법제적 평가 기준은 2004년 국토환경보전계획 수립 시 보전, 보호와 관련된 각종 법 제도상 지정 지역을 추출한 후 중장기적 관점으로 향후 지정할 계획이 있는 것을 포함하여 5개 부문 62개 항목으로 설정하였다.
법제적 평가항목은 자연환경보전법, 습지보전법, 토양환경보전법, 자연공원법 등 23가지 법률에 의한 62개의 보전지역(생태·경관보전지역, 자연유보지역, 습지보호지역, 자연공원 등)으로 구성되어 있으며 각각의 보전가치에 따라 1~5등급으로 평가되어 있습니다.
- 환경·생태적 평가

환경·생태적 평가 기준은 환경 보전, 보호와 관련된 각 정보와 국토환경성평가의 연계성 및 가용성을 감안하여 다양성, 자연성, 풍부도, 희귀성, 허약성, 군집구조의 안정성, 연계성, 잠재적 가치의 8개 부문으로 구성하였다.
| 법제적 평가항목(62)     | 법제적 평가항목(62)              | 법제적 평가항목(62)                | 법제적 평가항목(62)        | 법제적 평가항목(62)           | 환경·생태적 평가항목(8) |
| 자연환경부문(15)        | 물환경부문(11)                   | 토지이용부문(13)                   | 농림부문(9)                | 기타부문(13)                  | 환경·생태적 평가항목(8) |
| 생태·경관보전지역       | 수변구역                         | 자연환경보전지역                   | 보전산지(임업용산지)       | 환경보전해역                  | 다양성                  |
| 시·도 생태·경관보전지역 | 하천구역                         | 녹지지역(보전녹지)                 | 보전산지(공익용산지)       | 특별관리해역                  | 자연성                  |
| 자연유보지역            | 홍수관리구역                     | 녹지지역(생산녹지)                 | 경관보호구역               | 절대보전지역                  | 풍부도                  |
| 습지보호지역            | 소하천구역                       | 녹지지역(자연녹지)                 | 수원함양보호구역1~3종      | 상대보전지역                  | 희귀성                  |
| 시·도 습지보호지역      | 상수원호소                       | 경관지구                           | 재해방지보호구역           | 관리보전지역 (지하수자원보전) | 허약성                  |
| 습지주변관리지역        | 지하수보전구역                   | 보호지구 (생태계보호지구)          | 산림유전자원보호구역       | 관리보전지역(생태계보전)      | 잠재적가치 (연구중)     |
| 습지개선지역            | 상수원보호구역                   | 보호지구 (문화재보호지구)          | 토석채취제한지역           | 관리보전지역(경관보전)        | 군집구조의 안정성       |
| 야생생물(특별) 보호구역 | 상수원 상류공장설립제한·승인지역 | 개발제한구역                       | 농업진흥지역(농업진흥구역) | 천연보호구역                  | 연계성                  |
| 특정도서                | 폐수배출시설 설치제한지역        | 생활권공원 (어린이/근린/소공원)    | 농업진흥지역(농업보호구역) | 천연기념물 지정지역           |                         |
| 공원자연보존지구        | 폐기물매립시설 설치제한지역      | 도시자연공원                       |                            | 절대보전 무인도서             |                         |
| 공원자연환경지구        | 오염행위제한지역                 | 주제공원(묘지/체육/역사/문화/수변) |                            | 준보전 무인도서               |                         |
| 공원마을지구            |                                  | 완충녹지                           |                            | 이용가능 무인도서             |                         |
| 공원문화유산지구        |                                  | 경관녹지/연결녹지                  |                            | 가축사육 제한구역             |                         |
| 공원보호구역            |                                  |                                    |                            |                               |                         |
| 백두대간보호지역(핵심)  |                                  |                                    |                            |                               |                         |